# Wielościan półforemny
Wielościan półforemny, wielościan archimedesowy – wielościan spełniający trzy warunki:
- jego ściany są foremne;
- w każdym wierzchołku zbiega się jednakowa liczba ścian;
- istnieje izometria przekształcająca każdy wierzchołek na każdy inny (warunek wierzchołkowej tranzytywności)[2][a].

Jest to uogólnienie wielościanów foremnych (brył platońskich) – wielościany archimedesowe nie mają warunku przystawania ścian. Czasem definiuje się je wężej, wykluczając z nich bryły platońskie.
Istnieje 13 wielościanów półforemnych (15 jeśli liczyć odbicia lustrzane dwóch spośród nich) oraz dwie nieskończone serie.
Nazwa pochodzi od imienia Archimedesa z Syrakuz.

## Nieskończone serie
- graniastosłupy archimedesowe
- antygraniastosłupy

## Pozostałe wielościany półforemne
| Nazwa (Konfiguracja wektorowa)                   | Grafika przejrzysta                       | Grafika nieprzejrzysta | Siatka | Ściany | Ściany                                          | Krawędzie | Wierzchołki | Grupa symetryczna |
| ------------------------------------------------ | ----------------------------------------- | ---------------------- | ------ | ------ | ----------------------------------------------- | --------- | ----------- | ----------------- |
| Czworościan ścięty (3.6.6)                       | Czworościan ścięty                        |                        |        | 8      | 4 trójkąty 4 sześciokąty                        | 18        | 12          | Td                |
| Sześcio-ośmiościan (3.4.3.4)                     | Sześcio-ośmiościan                        |                        |        | 14     | 8 trójkątów 6 kwadratów                         | 24        | 12          | Oh                |
| Sześcian ścięty (3.8.8)                          | Sześcian ścięty                           |                        |        | 14     | 8 trójkątów 6 ośmiokątów                        | 36        | 24          | Oh                |
| Ośmiościan ścięty (4.6.6)                        | Ośmiościan ścięty                         |                        |        | 14     | 6 kwadratów 8 sześciokątów                      | 36        | 24          | Oh                |
| Sześcio-ośmiościan rombowy mały (3.4.4.4)        | Sześcio-ośmiościan rombowy mały           |                        |        | 26     | 8 trójkątów 18 kwadratów                        | 48        | 24          | Oh                |
| Sześcio-ośmiościan rombowy wielki (4.6.8)        | Sześcio-ośmiościan rombowy wielki         |                        |        | 26     | 12 kwadratów 8 sześciokątów 6 ośmiokątów        | 72        | 48          | Oh                |
| Sześcio-ośmiościan przycięty (3.3.3.3.4)         | Sześcian przycięty · Snub hexahedron (Cw) |                        |        | 38     | 32 trójkąty 6 kwadratów                         | 60        | 24          | O                 |
| Dwudziesto-dwunastościan (3.5.3.5)               | Icosidodecahedron                         |                        |        | 32     | 20 trójkątów 12 pięciokątów                     | 60        | 30          | Ih                |
| Dwunastościan ścięty (3.10.10)                   | Dwunastościan ścięty                      |                        |        | 32     | 20 trójkątów 12 dziesięciokątów                 | 90        | 60          | Ih                |
| Dwudziestościan ścięty (5.6.6)                   | Dwudziestościan ścięty                    |                        |        | 32     | 12 pięciokątów 20 sześciokątów                  | 90        | 60          | Ih                |
| Dwudziesto-dwunastościan rombowy mały (3.4.5.4)  | Dwunasto-dwudziestościan rombowy mały     |                        |        | 62     | 20 trójkątów 30 kwadratów 12 pięciokątów        | 120       | 60          | Ih                |
| Dwudziesto-dwunastościan rombowy wielki (4.6.10) | Dwunasto-dwudziestościan rombowy wielki   |                        |        | 62     | 30 kwadratów 20 sześciokątów 12 dziesięciokątów | 180       | 120         | Ih                |
| Dwudziesto-dwunastościan przycięty (3.3.3.3.5)   | Dwunastościan przycięty                   |                        |        | 92     | 80 trójkątów 12 pięciokątów                     | 150       | 60          | I                 |